# Netichetă
Netichetă este un cuvânt telescopat compus din cuvintele net (în engleză: rețea de calculatoare) și etichetă. El se referă la regulile de conduită propuse sau recomandate internauților, ca una din formele valorii culturale a Internetului. Primele propuneri și recomandări de comportare de gen netichetă au apărut în rețeaua Usenet, dar între timp termenul este folosit în toate domeniile rețelelor de date și calculatoare unde oamenii comunică nu numai cu mașinile respective, dar și între ei.
Neticheta nu este un termen bine definit, existând simultan o multitudine de documente pe această temă, documente care sunt deseori neconsolidate, inconsistente, nesistematizate, neunitare sau chiar contradictorii între ele. De asemenea, nu există o netichetă unică universal recomandabilă în toate situațiile din Internet, multiplele netichete concurând între ele. De obicei netichetele nu au aspecte sau consecințe legale, fiind vorba doar de recomandări binevoitoare.
Cum Internetul se află în continuă expansiune, netichetele trebuie și ele neapărat să țină pasul, și anume prin permanenta adaptare la noutăți.
Termenul se referă în special la situația când participanții la comunicare nu se pot vedea sau auzi direct unii pe alții, și comunică numai prin scris, de multe ori fiind vorba de persoane care nici măcar nu se cunosc personal. De obicei în asemenea situații nu se așteaptă răspunsuri imediate, ci abia în decurs de câteva ore sau zile, mai ales atunci când documentele postate sunt mai cuprinzătoare.
Din punctul de vedere al numărului de participanți la o conversație se pot face unele deosebiri:
- Dialog (2 persoane) sau conferință interactivă (câteva persoane): Pe măsură ce comunicația prin Internet devine din ce în ce mai multimedială (de exemplu aplicația gratuită Skype), acum (în anul 2008) se poate comunica cu ușurință interactiv, prin vorbire directă, inclusiv imagine video și ton. În aceste cazuri importanța netichetelor a început oarecum să scadă, aplicându-se practic recomandările generale de conduită și comportare.
- Spre deosebire de aceasta, comunicarea în masă cu foarte mulți parteneri (ca de exemplu în foruri de discuții) se limitează la folosirea textelor și a clipurilor video, fără a fi cu adevărat interactivă. În astfel de situații netichetele au o importanță și relevanță cu atât mai mare.

## Teme
Intenția netichetelor, întotdeauna formulate în scris, este de a oferi utilizatorilor diverselor domenii ale Internetului recomandații și ajutoare de comportare care pot crea o comunicație prin Internet plăcută, simplă și în același timp eficientă. Pentru a fi acceptată și urmată, fiecare netichetă trebuie să fie foarte bine adaptată la domeniul de aplicație pentru care este alcătuită. Astfel, neticheta recomandată angajaților firmei comerciale „A” poate diferi mult de neticheta unei rețele universitare „B”, de neticheta unui oficiu de administarție publică „C” în relațiile sale cu publicul și de neticheta unui grup „D” de utilizatori Internet cu interese comune.
Teme des întâlnite ale netichetelor sunt de exemplu:
- Relațiile prietenești dintre utilizatori. Tonul și conținutul celor spuse trebuie să corespundă cu adresatul sau adresații participanți la comunicație. În comunicația prin scris (text), care de obicei este și așa legată de probleme subtile, trebuie evitate expresiile echivoce sau jignitoare. Participanților la diversele foruri de discuții din Internet li se recomandă să se prezinte în mod „cinstit”, de exemplu cu privire la vârstă, sex etc.
- Technica de comunicare. Printre multe altele se recomandă de exemplu acuratețea semnelor tipografice folosite la scrierea textelor, cu scopul de a ușura citirea lor de către adresat. Unele aplicații de comunicare includ simboluri speciale (numite emoticonuri) menite să sugereze în scris, dar foarte pe scurt, emoțiile și limbajul corpului, care altfel sunt mai greu de formulat. Câteva exemple de emoticonuri:
  - dispoziția bună se poate semnaliza prin semnele :-) interpretate pe vertical se văd ochi, nas și o gură zâmbitoare;
  - pentru sublinierea unei formulări glumețe se pot folosi semnele ;-| (face cu ochiul);
  - o dispoziție proastă sau tristețea se pot semnaliza prin :-( etc.
- Lizibilitatea. În aceste netichete se recomandă de exemplu respectarea ortografiei și a legilor gramaticale, citările corecte și clar delimitate, punerea în pagină plăcută - cu rânduri nu prea lungi -, evitarea supraîncărcării cu informații inutile, folosirea unui stil coerent și plăcut, structurarea celor de spus, precum și multe altele.
- Discreția. Se recomandă depunerea de eforturi pentru ca textele și documentele de transmis să nu cadă în mâini străine, și chiar trecerea sub tăcere a amănuntelor care nu sunt destinate unor terțe persoane.
- Aspectele legale. Aceste netichete se ocupă de modul cum se pot respecta legile cu privire la drepturile de autor asupra textelor proprii sau străine.

Există desigur și netichete specifice pentru folosirea e-mail-ului, a știrilor electronice, a listelor de e-mail-uri și a altor servicii Internet electronice.

## Foruri
Prima și cea mai de bază recomandare în cadrul rețelei Usenet a fost: „Nu uitați niciodată că și la celălalt capăt al firului se află o persoană”. Tot acolo se recomandă ca la postarea de contribuții să folosim numele nostru adevărat, deci nu un pseudonim sau cod. Desigur însă că în Internetul de azi există din ce în ce mai puține foruri și situații când această regulă se poate respecta întocmai. Este din ce în ce mai acceptat când un participant la un for de discuții dorește să rămână anonim. 
Metodele de postare simultană în mai multe foruri numite Crossposting și Multiposting trebuie folosite cât mai rar, ca să nu deranjeze comunitatea participanților cu teme necerute sau nedorite (Spam).
Există exagerări și în direcția contrarie, când se găsesc persoane care încearcă să forțeze respectarea strictă a unei anume netichete și de către ceilalți participanți la discuții. Acest gen de persoane sunt poreclite „netcops” (polițiști din Internet).
O întrebare des întâlnită este dacă se recomandă sau nu tutuirea între membrii forului. De exemplu, în forurile franceze tutuirea este întotdeauna rău văzută, în timp ce în cele germane tutuirea este acceptată din ce în ce mai larg.

## Exemplu de netichetă
În acest exemplu în engleză  sunt definite zece reguli de comportare de bază care vizează printre altele următoarele aspecte:
- Comunicarea electronică prin Internet a devenit un mod de comunicare uzual, însă cu specificul că de obicei, chiar dacă ne adresăm și discutăm cu persoane reale, nu le putem vedea și auzi; aceasta însă nu are voie să reducă politețea și respectul față de ceilalți.
- Și în Internet trebuie respectat timpul necesar adresantului pentru a citi mesajul, altfel spus, exprimarea trebuie să fie în general concisă, clară, neredundantă, la obiect și bine formulată. Lista adresanților trebuie să fie cât mai scurtă și cât mai adecvată la subiectul discuției;
- Conținutul și formulările prezintă întotdeauna și pericolul de a fi înțelese greșit, de aceea e bine să ne întrebăm încă din primele rânduri cum facem ca să evităm neînțelegerile și eventualele conflicte ce pot rezulta din mesajul sau documentul pe care îl scriem;
- Trebuie să avem în vedere și că adresanții au aproape întotdeauna niveluri de cunoștințe diferite, unii din ei fiind mai puțin informați, având nevoie eventual de explicații suplimentare;
- În general în acest exemplu de netichetă se cere toleranță față de cei cu care intrăm în contact precum și asumarea responsabilității pentru propriile acțiuni.

## Neticheta în România
Uitlizatorii români au adeseori probleme cu respectarea regulilor de bază ale netichetei datorita posibilității de a se ascunde in spatele unui profil anonim. Odată cu dezvoltarea Internetului în țară, a crescut și numărul de utilizatori care pot accesa rețeaua oricând și de oriunde ceea ce a dus la înmulțirea cazurilor de cyberbullying. Datorită discrepanței foarte mari dintre cunoștințele părinților și ale profesorilor și cele ale copiilor și tinerilor în materie de Internet și noile tehnologii, aceștia nu primesc educația necesară în domeniu, ceea ce duce la manifestarea unui comportament lipsit de respect față de ceilalți utilizatori în mediul online. Pentru a reduce eceastă discrepanță care apare atât în România cât și în alte țări în curs de dezvoltare, Comisia Europeană în colaborare cu Organizația INSAFE a lansat campania "Connect with respect" cu ocazia sărbătoririi Zilei Siguranței pe Internet 2013. 
La nivel național, a fost lansată campania RESPLS![nefuncțională]
 care își propune informarea tuturor utilizatorilor de Internet cu privire la drepturile pe care le au în mediul online și la conceptul de netichetă. De asemenea, campania își propune să învețe copiii, tinerii și adulții să utilizeze ca metodă de răspuns în cazul unui conflict online, acronimul "RESPLS" (din lb engleză - respect please). Utilizarea acestuia intr-o discutie online evita lansarea intr-o disputa ce poate aluneca intr-un schimb de injurii si ii atrage atentia celui care coboara nivelul conversatiei ca trebuie sa revina la un standard de comunicare adecvat mediului in care se afla. Prin utilizarea acestui acronim ca reactie rapida comentariile sau conversatiile se pot pastra la un nivel corespunzator netichetei fara a degenera in schimburi dure de replici.   